# 田辺市立上秋津小学校
田辺市立上秋津小学校（たなべしりつ かみあきづしょうがっこう）は、和歌山県田辺市上秋津に位置する公立小学校。以前は県下でも珍しい木造校舎だったが、新校舎が建設され2006年4月に移転した。
現在旧校舎は、交流施設秋津野ガルテンとなっている。

## 所在地
〒646-0001 田辺市上秋津2196-1（JR紀勢線紀伊田辺駅から車で15分）

## 沿革
- 2006年4月 - 新校舎の竣工により移転

## 通学区域
- 田辺市上秋津の区域[2]

## 進学先中学校
- 田辺市立上秋津中学校[2]